# Kościół Zmartwychwstania Pańskiego w Pszowie
Kościół Zmartwychwstania Pańskiego – rzymskokatolicki kościół parafialny należący do dekanatu Pszów archidiecezji katowickiej. Znajduje się w Pszowie, w województwie śląskim.
Stanowi część Kalwarii Pszowskiej i jest jej XV stacją. Budowla składa się z prostokątnej nawy głównej i o połowę od niej niższych dwóch naw bocznych oraz wyodrębnionego prezbiterium zamkniętego półkolistą absydą. Wejście główne jest umieszczone na osi fasady i posiada dobudowaną kruchtę. nawę główną nakrywa dach dwuspadowy, prezbiterium – dach stożkowy, nawy boczne – dach pulpitowy, natomiast kruchtę – dach dwuspadowy. Fasada jest zwieńczona trójkątnym szczytem. Na kalenicy dachu znajduje się czworokątna sygnaturka ze stożkowatym daszkiem. W elewacjach bocznych są umieszczone małe okna półkoliście zamknięte. Podobne okno znajduje się w absydzie, natomiast na środku jej górnej kondygnacji jest umieszczone okno okrągłe, a z lewej i prawej strony dwa okna w formie leżącego owalu. W fasadzie znajdują się dwa osiowo umieszczone okna: owalne i okrągłe. 
Kościół został wzniesiony w latach 1910–1911. W dniu 9 czerwca 1978 roku została utworzona przy nim stacja duszpasterska, natomiast w 1999 roku została erygowana samodzielna parafia. W latach 1981–1984 został przeprowadzony jej generalny remont, z kolei w 1987 roku zostało wymienione wyposażenie świątyni i została zbudowana obok niej stalowa dzwonnica.